# Æthelred I. (East Anglia)
Æthelred I. (auch: Aethelred oder Ethelred) war ein König des angelsächsischen Königreichs East Anglia in der zweiten Hälfte des 8. Jahrhunderts.

## Leben
Zu Æthelreds Leben wurden keine zeitgenössischen Berichte überliefert. Erst im 12. Jahrhundert erschien sein Name bei dem englischen Geschichtsschreiber Wilhelm von Malmesbury in einer Königsliste East Anglias. Nach Richard von Cirencester, einem Mönch und Geschichtsschreiber des späten 14. Jahrhunderts, war Æthelred mit Leofruna (auch Leoveromia), einer Frau aus Mercia, mit der er den Sohn Æthelberht II. hatte, verheiratet. Æthelred I. folgte vermutlich um 760 den gemeinsam regierenden Königen Beorna, Æthelberht I. und Hun auf den Thron. Der Königssitz war in Beodricesworth (Bury St. Edmunds). Æthelreds Todesjahr ist unbekannt, wird aber meist vor oder um 790 angesetzt.